# Shim Hee-sub
Shim Hee-sub (hangul: 심희섭; n.26 de febrero de 1986-), es un actor surcoreano.

## Biografía
Estudió teatro y cine en la Universidad Kyonggi de donde se graduó en 2012.

## Carrera
Es miembro de la agencia NN Entertainment (엔앤엔웍스).
En enero de 2017 se unió al elenco de la serie Rebel: Thief Who Stole the People, donde dio vida a Hong Gil-hyun, el hijo mayor de Mo-gae (Kim Sang-joong) y hermano mayor de Gil-dong (Yoon Kyun-sang).
En marzo de 2018 se unió al elenco de la serie Children of a Lesser God donde interpretó al fiscal Joo Ha-min, hasta el final de la serie en abril del mismo año.

## Filmografía

### Series de televisión
| Año  | Título                            | Personaje                    | Notas        |
| ---- | --------------------------------- | ---------------------------- | ------------ |
| 2019 | VIP                               | Chef Michael                 | ep. #14      |
| 2019 | The Light in Your Eyes            | Doctor                       | ep. #3       |
| 2018 | Children of a Lesser God          | Joo Ha-min                   | 16 episodios |
| 2017 | Temperature of Love               | Choi Won-joon                |              |
| 2017 | People You May Know               | Kim Jin-yeong ("A")          | 10 episodios |
| 2017 | Rebel: Thief Who Stole the People | Hong Gil-hyun / Park Ha-sung |              |
| 2016 | Listen to Love                    | Lee Ji-hoon                  |              |
| 2015 | Songgot: The Piercer              | Lee Nak-gu                   | ep. #12      |

### Películas
| Año  | Título               | Personaje                        | Notas                                                                             |
| ---- | -------------------- | -------------------------------- | --------------------------------------------------------------------------------- |
| 2021 | Romantic Factory     | -                                | junto a Jeon Hye-jin                                                              |
| 2020 | Steel Rain 2: Summit | Extractor del alambre            | junto a Jung Woo-sung, Kwak Do-won, Yoo Yeon-seok, Angus Macfadyen y Yum Jung-ah  |
| 2019 | The Snob             | Kim Hyung-joong                  | junto a Yoo Da-in, Song Jae-rim, Ok Ja-yeon, Yoo Jae-myung y Kim Joo-ryung        |
| 2019 | The Divine Fury      | Padre Kim                        | junto a Park Seo-joon, Ahn Sung-ki, Woo Do-hwan y Park Ji-hyun                    |
| 2019 | Mate                 | Joon-ho                          | junto a Jung Hye-sung, Gil Hae-yeon, Jeon Shin-hwan y Song Yoo-hyun               |
| 2018 | FengShui             | Lee Hwi-young                    |                                                                                   |
| 2016 | Blossom              | Yeon Woo                         |                                                                                   |
| 2016 | The Queen of Crime   | -                                | (cameo)                                                                           |
| 2015 | Assassination        | Fiscal                           |                                                                                   |
| 2015 | The Silenced         | Kenji                            |                                                                                   |
| 2014 | The King of Jokgu    | Soldado                          |                                                                                   |
| 2013 | The Attorney         | Lt. Yoon Sung-doo / Gerente Yoon |                                                                                   |
| 2012 | The Sunshine Boys    | Sang-won                         | junto a Ahn Jae-hong, Kim Chang-hwan, Kim Kkot-bi, Hwang Mi-young y Choi Jae-hyun |

### Programas de variedades
| Año  | Título                  | Notas   |
| ---- | ----------------------- | ------- |
| 2016 | Actor School (배우학교) | miembro |

### Teatro[8]
| Año  | Título                                  | Personaje | Notas                                                            |
| ---- | --------------------------------------- | --------- | ---------------------------------------------------------------- |
| 2016 | 뮤지컬 토크 콘서트 집들이 - 나머지 수업 | -         | junto a Park Eun-seok y Son Seung-won                            |
| 2016 | The History Boys (히스토리 보이즈)      | -         | junto a Choi Yong-min, Park Eun-seok, Son Seung-won y Lee Tae-gu |

## Premios y nominaciones
| Año  | Categoría                                                 | Premio                                   | Trabajo                           | Resultado |
| ---- | --------------------------------------------------------- | ---------------------------------------- | --------------------------------- | --------- |
| 2020 | Best New Actor                                            | Wildflower Film Award (제7회 들꽃영화상) | Mate                              | Nominado  |
| 2017 | Best New Actor                                            | 36th MBC Drama Award                     | Rebel: Thief Who Stole the People | Nominado  |
| 2013 | Best New Actor                                            | 22nd Buil Film Award                     | The Sunshine Boys                 | Nominado  |
| 2012 | DGK Award - Actor (junto a Ahn Jae-hong y Kim Chang-hwan) | 17th Busan International Film Festival   | The Sunshine Boys                 | Ganaron   |